# Kebonsari Kulon
Kebonsari Kulon is een bestuurslaag in het regentschap Probolinggo van de provincie Oost-Java, Indonesië. Kebonsari Kulon telt 14.555 inwoners (volkstelling 2010).